# إدموند هوسرل
إدموند هوسرل (Edmund Husserl، تُلفظ بالألمانية: [ˈhʊsɐl]؛ 8 أبريل 1859 - 26 أبريل 1938) فيلسوف ألماني ومؤسس الظاهريات، ولد في موراويا في تشيكوسلوفاكيا في عام 1859 ودرس الرياضيات في لايبزغ (1876) وبرلين (1878) على كارل وايستراس ولئوبولد كرونكر. ثم ذهب إلى فيينا للدراسة تحت إشراف لئو كونيكس‌ بركر في العام 1881. كما درس الفلسفة على فرانتس برنتانو وكارل شتومف.
أثّر إدموند هوسرل على فلاسفة كثر من بينهم: ماكس شيلر، وجون بول سارتر، وألفرد شوتز وإيمانويل ليفيناس فضلا على أثره الواضح على تلميذه مارتين هايدغر.
ولئن كان هوسرل متأثّرا في بداياته بالاتجاه النفساني في الفلسفة، فإنّه سرعان ما اتّجه نحو الاهتمام بالمعاني والماهيات الخالصة، وهو ما تجلّى في كتابه «البحوث المنطقية»؛ ففيه نفى أن تكون العلاقات المنطقية خاضعة للتأثيرات السيكولوجية، أو تابعة لعالم الأشياء، وأكّد في المقابل خصوصيّتها وارتباطها بعالم الماهيات المعقولة التي تمثّل حقائق ثابتة، وتكون موضع اتفاق بين الأفراد، ومنطلقا لأحكام موضوعيّة صالحة لكل زمان ومكان؛ فهي ليست نتاج الشعور، إنّما يتجه إليها الشعور أو يقصدها، وهو ما أكّده هوسرل مرارا وتوسّع فيه تحت مسمّى القصديّة، وهي فكرة محوريّة في فلسفته الظاهراتيّة، إذ لم يقصرها على مجال الأحكام المنطقية، بل عمّمها لتشمل مجالات الإدراك والعواطف والانفعالات والقيم، وهو يعرّفها «بأنّها خاصّيّة كلّ شعور أن يكون شعوراً بشيء» (بدوي، 1984، ج2، ص 541)، ممّا يتيح وصفه مباشرة.
ووفق المنهج الظاهراتي حسب هوسرل يتوجب الكشف عن «الأحوال النموذجيّة للوجود المعطى، أو ظهور الموضوع: الموضوع كما يُدرك، والموضوع كما يُتخيّل، والموضوع كما يُراد، والموضوع كما يُحكم عليه» (الحاج، 2000، ص 640).
ويوجز هوسرل منهجه الفكري بقوله: «إنّني أنا يتأمّل على طريقة ديكارت. وأسترشد بفكرة فلسفة، مفهومة على أنّها علم كلّي، مؤسّسة على نحو دقيق محكم جدّاً أقررت بإمكانه، من باب المحاولة والتجريب. وبعد أن قمت بالتأمّلات السابقة، تبيّن لي أنّ عليّ قبل كلّ شيء أن أنمّي ظاهريّات إيدوسيّة (تتعلّق بالإيدوس Eidos= الصورة)، وهذا هو الشكل الوحيد الذي عليه يتحقّق، أو يمكن أن يتحقّق علم فلسفي، الفلسفة الأولى. وعلى الرغم من أنّ اهتمامي يتعلّق هنا خصوصا بالردّ المتعالي، وبأناي المحض وتوضيح هذا الأنا التجريبي، فليس في وسعي تحليله على نحو علمي معا إلاّ بالرجوع إلى المبادئ الضروريّة اليقينيّة التي تنتسب إلى الأنا بوصفه أنا بوجه عام. ولا بدّ لي من الرجوع إلى الكلّيّات وإلى الضرورات الجوهريّة، التي بفضلها يمكن إرجاع الواقعة إلى أسس عقليّة لإمكانها المحض، وهو ما يمنحها المعقوليّة والطابع العلمي. وهكذا فإنّ علم الإمكانيّات المحضة يسبق في ذاته علم الوقائع، ويجعلها ممكنة من حيث هو علم» (بدوي، ج2، ص 543).

## حياته ومسيرته المهنية

### شبابه ودراسته
ولد هوسرل عام 1859 في بروستيوف، وهي بلدة في مرغريفية، مورافيا، التي كانت آنذاك ضمن مناطق الإمبراطورية النمساوية، وهي اليوم بروستيوف في جمهورية التشيك. ولد لعائلة يهودية، وهو الطفل الثاني بين أربعة أطفال. كان والده صانعًا للقبعات النسائية. قضى طفولته في بروستيوف حيث درس في المدرسة الابتدائية العلمانية. ثم سافر هوسرل إلى فيينا للدراسة الثانوية، ثم المدرسة الثانوية الحكومية في أولوموتس.
في جامعة لايبزيغ بين عامي 1876 و 1878، درس هوسرل الرياضيات والفيزياء والفلك. في لايبزغ، شكلت محاضرات الفلسفة التي ألقاها فيلهلم وندت -أحد مؤسسي علم النفس الحديث- مصدر إلهام. انتقل إلى جامعة فريدريك وليم في برلين (جامعة هامبولت الحالية في برلين) عام 1878 حيث واصل دراسته في الرياضيات على يد ليوبولد كرونيكر وكارل فايرشتراس المعروف. في برلين، أسس مرشدًا يدعى توماس ماساريك، الذي أصبح في ما بعد طالبًا سابقًا في الفلسفة في فرانز برينتانو، ولاحقًا أول رئيس لتشيكوسلوفاكيا. حضر هوسرل أيضًا محاضرات الفلسفة التي ألقاها فريدريك بولسن. في عام 1881، غادر إلى جامعة فيينا لاستكمال دراسته في الرياضيات تحت إشراف ليو كونيغسبرغ (طالب سابق في فايرشتراس). في فيينا عام 1883، حصل على على درجة الدكتوراه لمساهمته في حساب المتغيرات.
من الواضح أنه نتيجةً لاطلاعه على العهد الجديد خلال العشرينات من عمره، طلب هوسرل تعميده في الكنيسة اللوثرية عام 1886. توفي والد هوسرل، أدولف، عام 1884. كتب هربرت سبيغلبرغ «في حين لم تدخل الممارسات الدينية الخارجية حياته قط أبدًا أكثر مما دخل بها معظم العلماء الأكاديميين في ذلك الوقت، إلا أن عقله بقي منفتحًا على الظاهرة الدينية، مثلها مثل أي تجربة حقيقية أخرى». في بعض الأحيان، رأى هوسرل أن هدفه هو «التجديد» الأخلاقي. على الرغم من كونه داعمًا صامدًا للاستقلال الراديكالي والعقلاني في كل شيء، إلا أن هوسرل كان أيضًا يتحدث «عن عمله ومهمته تحت إرادة الرب لفتح دروب جديدة أمام الفلسفة والعلم» كما وصف سبيغلبرغ.
بعد حصوله على درجة الدكتوراه في الرياضيات، عاد هوسرل إلى برلين ليعمل مساعدًا لكارل ويرستراس. شعر هوسرل حينها برغبة في إكمال دراسته للفلسفة. ثم أصبح البروفيسور ويستراس مريضًا جدًا. أصبح هوسرل حرًا في العودة إلى فيينا، حيث كرس اهتمامه للفلسفة بعد خدمة عسكرية قصيرة. في عام 1884 في جامعة فيينا، حضر محاضرات فرانز برينتانو عن الفلسفة وعلم النفس الفلسفي. عرّفه برينتانو إلى كتابات برنارد بولزانو، وهيرمان لوتزي، وجي. ستوارت ميل، وديفيد هوم. تأثر هوسرل كثيرًا ببرينتانو حتى إنه قرر تكريس حياته للفلسفة؛ كثيرًا ما يرجع الفضل إلى فرانز برينتانو لكونه الملهم الأهم له، فيما يتعلق بالنية. بناء على نصيحة أكاديمية، لحق هوسرل بعد عامين في 1886 كارل ستوملف -وهو طالب سابق في جامعة برينتانو- إلى جامعة هاله، للحصول على شهادة تؤهله للتدريس في المستوى الجامعي. هناك، كتب في عام 1887 تحت إشراف ستومف «حول مفهوم العدد»، الذي سيكون لاحقا الأساس لعمله الهام الأول «فلسفة الحساب (1891)».

## مؤلفاته
«فلسفة علم الحساب» (1891)، و«بحوث منطقية» (1900-1901)، و«الفلسفة علما دقيقا» (1911)، و«أفكار: مقدمة عامة لفلسفة ظاهرية خالصة»(1913)، و«المنطق الصوري والمتعالي» (1929)، و«تأملات ديكارتية» (1932)، و«أزمة العلوم الأوروبيّة والظاهريّات المتعالية» (1936)، و«التجربة والحكم» (1939).

## روابط خارجية
- إدموند هوسرل على موقع الموسوعة البريطانية (الإنجليزية)
- إدموند هوسرل على موقع إن إن دي بي (الإنجليزية)